# London XI
Il London XI era una squadra di calcio inglese, costituita nel 1955 unicamente per partecipare alla prima edizione della Coppa delle Fiere e composta da una selezione di giocatori appartenenti alle squadre di club di Londra.

## Storia
La rappresentativa fu creata grazie all'accordo tra varie società calcistiche della capitale inglese per ovviare alla regola imposta dagli organizzatori della Coppa delle Fiere in merito alla partecipazione alla neonata competizione. Infatti il regolamento prevedeva che una sola squadra per città potesse partecipare, pertanto per le città che avevano due o più squadre vi erano due opzioni: o si iscriveva un solo club (qualora ci si accordasse su quale), oppure si costituivano squadre ad hoc in cui partecipavano giocatori provenienti da tutti i club della città. Il London XI è uno di questi casi, questa selezione risultò così dignitosa da raggiungere la finale della Coppa delle Fiere 1955-1958, disputata contro il Barcelona XI, che si impose con un secco 6-0 nella partita di ritorno, dopo che all'andata il London XI era riuscito a strappare un 2-2. Nella storia della competizione è stata l'unica selezione cittadina ad aver raggiunto la finale, dato che la selezione di Barcellona, avversaria in finale, era composta quasi interamente da giocatori del Barcellona.

## Partite e formazioni del London XI

### Fase a gironi
Basilea XI 0-5 London XI – 4 giugno 1955
Formazione: Ron Reynolds (TOT), Peter Sillett (CHE), Jim Fotheringham (ARS), Stan Willemse (CHE), Ken Armstrong (CHE), Derek Saunders (CHE), Harry Hooper (WHU), Johnny Haynes (FUL), Cliff Holton (ARS), Eddie Firmani (CHA), Billy Kiernan (CHA).

Sostituti: Brian Nicholas (QPR), al posto di Saunders 37'.

Gol: Firmani 33', 81', Holton 37', 43', 74'.
London XI 3-2 Francoforte XI – 26 ottobre 1955, Wembley Stadium
Formazione: Ted Ditchburn (TOT), Peter Sillett (CHE), Stan Willemse (CHE), Danny Blanchflower (TOT), Charlie Hurley (MIL), Cyril Hammond (CHA), Vic Groves (LEY), Bobby Robson (FUL), Bedford Jezzard (FUL), Roy Bentley (CHE), Charlie Mitten (FUL).

Gol: Jezzard 46', 76', Robson 60'.
London XI 1-0 Basilea XI – 4 maggio 1956, White Hart Lane
Formazione: Jack Kelsey (ARS), Peter Sillett (CHE), John Hewie (CHA), Danny Blanchflower (TOT), Stan Wicks (CHE), Ken Coote (BRE), Jim Lewis (CHE), Derek Tapscott (ARS), Cliff Holton (ARS), Bob Cameron (QPR), George Robb (TOT).

Gol: Robb 87'.
Francoforte XI 1-0 London XI – 27 marzo 1957
Formazione: Ron Reynolds (TOT), John Bond (WHU), Peter Sillett (CHE), Ken Armstrong (CHE), Malcolm Allison (WHU), Tony Marchi (TOT), Terry Medwin (TOT), Stuart Leary (CHA), David Herd (ARS), Johnny Haynes (FUL), Billy Kiernan (CHA).

### Semifinali
Losanna 2-1 London XI – 16 settembre 1957
Formazione: Ted Ditchburn (TOT), Stan Charlton (ARS), Dennis Evans (ARS), Brian Nicholas (CHE), Jim Fotheringham (ARS), Phil McKnight (LEY), Peter Berry (CRY), Geoff Truett (CRY), Les Stubbs (CHE), Phil Woosnam (LEY), Joe Haverty (ARS).

Gol: Haverty 70'.
London XI 2-0 Losanna – 23 ottobre 1957, Highbury
Formazione: Jack Kelsey (ARS), Stan Charlton (ARS), Peter Sillett (CHE), Ken Coote (BRE), Bill Dodgin (ARS), Derek Saunders (CHE), Roy Dwight (FUL), Jimmy Greaves (CHE), Cliff Holton (ARS), Johnny Haynes (FUL), Billy Kiernan (CHA).

Gol: Greaves 10', Holton 76'.

### Finali
London XI 2-2 Barcelona XI – 3 marzo 1958, Stamford Bridge
Formazione: Jack Kelsey (ARS), Peter Sillett (CHE), Jim Langley (FUL), Danny Blanchflower (TOT), Maurice Norman (TOT), Ken Coote (BRE), Vic Groves (ARS), Jimmy Greaves (CHE), Bobby Smith (TOT), Johnny Haynes (FUL), George Robb (TOT).

Gol: Greaves 10', Langley (pen) 88'.
Barcellona XI 6-0 London XI – 1º maggio 1958
Formazione: Jack Kelsey (ARS), George Wright (WHU), Noel Cantwell (WHU), Danny Blanchflower (TOT), Ken Brown (WHU), Dave Bowen (ARS), Terry Medwin (TOT), Vic Groves (ARS), Bobby Smith (TOT), Jimmy Bloomfield (ARS), Jim Lewis (CHE)

## Legenda sigle
| Sigla | Squadra        |
| ----- | -------------- |
| ARS   | Arsenal        |
| BRE   | Brentford      |
| CHA   | Charlton       |
| CHE   | Chelsea        |
| CRY   | Crystal Palace |
| FUL   | Fulham         |
| LEY   | Leyton Orient  |
| MIL   | Millwall       |
| QPR   | QPR            |
| TOT   | Tottenham      |
| WHU   | West Ham Utd   |

## Statistiche individuali

### Classifica marcatori
| Gol |  |  | Giocatore       | Squadra   |
| --- |  |  | --------------- | --------- |
| 4   |  |  | Cliff Holton    | Arsenal   |
| 2   |  |  | Eddie Firmani   | Charlton  |
|     |  |  | Jimmy Greaves   | Chelsea   |
|     |  |  | Bedford Jezzard | Fulham    |
| 1   |  |  | Joe Haverty     | Arsenal   |
|     |  |  | Jim Langley     | Fulham    |
|     |  |  | George Robb     | Tottenham |
|     |  |  | Bobby Robson    | Fulham    |